# Festival da Canção
 (août 2023).
Le Festival da Canção ou Festival RTP da Canção est un concours de chanson portugais permettant de choisir le représentant du Portugal pour le Concours Eurovision de la chanson depuis qu'ils ont rejoint le concours en 1964.

## Hôtes
| Année | Hôte(s)                                                         |
| ----- | --------------------------------------------------------------- |
| 1964  | Henrique Mendes et Maria Helena Fialho Gouveia                  |
| 1965  | Henrique Mendes                                                 |
| 1966  | Henrique Mendes                                                 |
| 1967  | Henrique Mendes                                                 |
| 1968  | Henrique Mendes et Maria Fernanda                               |
| 1969  | Lourdes Norberto                                                |
| 1970  | Maria Fernanda et Carlos Cruz                                   |
| 1971  | Henrique Mendes et Ana Maria Lucas                              |
| 1972  | Alice Cruz et Carlos Cruz                                       |
| 1973  | Alice Cruz et Artur Agostiho                                    |
| 1974  | Glória de Matos et Artur Agostiho                               |
| 1975  | Maria Elisa et José Nuno Martins                                |
| 1976  | Eládio Clímaco et Ann Zanatti                                   |
| 1977  | Nicolau Breyner et Herman José                                  |
| 1978  | Eládio Clímaco et Maria José Azevedo                            |
| 1979  | José Fialho Gouvela et Manuela Matos                            |
| 1980  | Eládio Clímaco et Ana Zanatti                                   |
| 1981  | Eládio Clímaco et Rita Ribeiro                                  |
| 1982  | José Fialho Gouveia; Ivone Silva et Camilo de Oliveira          |
| 1983  | Eládio Clímaco et Valentina Torres                              |
| 1984  | Manuela Mouras Guedes et José Fialho Gouveia                    |
| 1985  | Eládio Clímaco; Margarida Mercês de Melo et José Fialho Gouveia |
| 1986  | Eládio Clímaco; Ana Zanatti et José Fialho Gouvela              |
| 1987  | Ana Zanatti                                                     |
| 1988  | Ana Paula Reis                                                  |
| 1989  | Manuela Carlos et António Vitorino de Almeida                   |
| 1990  | Ana de Carmo et Nicolau Breyner                                 |
| 1991  | Júlio Isidro et Ana Paula Reis                                  |
| 1992  | Eládio Clímaco et Ana Zanatti                                   |
| 1993  | Margarida Mercês de Melo et António Sala                        |
| 1994  | Ana Paula Reis et Nicolau Breyner                               |
| 1995  | Sofia Morais et Herman José                                     |
| 1996  | Isabel Angelino et Carlos Cruz                                  |
| 1997  | Cristina Caras Lindas et António Sala                           |
| 1998  | Lúcia Moniz et Carlos Ribeiro                                   |
| 1999  | Manuel Luís Goucha et Alexandra Lencastre                       |
| 2000  | Rita Ferro Rodrigues et Gaspar Borges                           |
| 2001  | Sónia Araújo                                                    |
| 2003  | Catarina Furtado                                                |
| 2004  | Catarina Furtado                                                |
| 2005  | Eládio Clímaco et Tânia Ribas de Oliveira                       |
| 2006  | Isabel Angelino et Jorge Gabriel                                |
| 2007  | Isabel Angelino et Jorge Gabriel                                |
| 2008  | Sílvia Alberto                                                  |
| 2009  | Sílvia Alberto                                                  |
| 2010  | Sílvia Alberto                                                  |
| 2011  | Sílvia Alberto                                                  |
| 2012  | Sílvia Alberto et Pedro Granger                                 |
| 2014  | José Carlos Malato et Sílvia Aberto                             |
| 2015  | Júlio Isidro et Catarina Furtado                                |
| 2017  | 1re demi-finale : José Carlos Malato et Sónia Araújo            |
| 2017  | 2e demi-finale : Jorge Gabriel et Tânia Ribas de Oliveira       |
| 2017  | Finale : Catarina Furtado; Sílvia Alberto et Filomena Cautela   |
| 2018  | 1re demi-finale : Jorge Gabriel et José Carlos Malato           |
| 2018  | 2e demi-finale : Sonia Araujo et Tania Ribas de Oliveira        |
| 2018  | Finale : Pedro Fernandes et Filomena Cautela                    |
| 2019  | 1re demi-finale : Sonia Araujo et Tania Ribas de Oliveira       |
| 2019  | 2e demi-finale : José Carlos Malato et Jorge Gabriel            |
| 2019  | Finale : Vasco Palmeirim et Filomena Cautela                    |

Depuis 2010, le festival dès hôtes dans la Green Room qui interagissement avec les différents candidats
| Année | Hôte(s) de la Green Room                             |
| ----- | ---------------------------------------------------- |
| 2010  | Sérgio Mateus                                        |
| 2011  | Joana Teles                                          |
| 2012  | Joana Teles                                          |
| 2014  | Joana Teles                                          |
| 2015  | 1re demi-finale : Jorge Gabriel et Joana Teles       |
| 2015  | 2e demi-finale : José Carlos Malato et Sílva Alberto |
| 2015  | Finale : Júlio Isidro et Catarina Furtado            |
| 2017  | Filomena Cautela                                     |
| 2018  | Ines Lopes Gonçalves                                 |
| 2019  | Ines Lopes Gonçalves                                 |

Voici un tableau montrant les personnes qui ont présenté le festival le plus souvent :
| Nombre de présentation | Nom                     | Années                                                                             |
| ---------------------- | ----------------------- | ---------------------------------------------------------------------------------- |
| 9                      | Eládio Clímaco          | 1976; 1978; 1980; 1981; 1983; 1985; 1986; 1992; 2005                               |
| 7                      | Sílvia Alberto          | 2008; 2009; 2010; 2011; 2012; 2013; 2017 (finale)                                  |
| 6                      | Henrique Mendes         | 1964; 1965; 1966; 1967; 1968; 1971                                                 |
| 5                      | José Fialho Gouveia     | 1979; 1982; 1984; 1985; 1986                                                       |
| 5                      | Ana Zanatti             | 1976; 1980; 1986; 1987; 1992                                                       |
| 5                      | Jorge Gabriel           | 2006; 2007; 2017 (2eme demi-finale);2018 (1er demi-finale);2019 (2eme demi-finale) |
| 4                      | Catarina Furtado        | 2003; 2004; 2015; 2017 (finale)                                                    |
| 4                      | Tânia Ribas de Oliveira | 2005; 2017 (2e demi-finale),2018 (2eme demi-finale),2019(1er demi-finale)          |
| 4                      | Sónia Araújo            | 2001; 2017 (1re demi-finale),2018 (2eme demi-finale),2019 (1er demi-finale)        |
| 4                      | José Carlos Malato      | 2014; 2017 (1er demi-finale),2018 (1er demi-finale),2019 (2eme demi-finale)        |
| 3                      | Isabel Angelino         | 1996; 2006; 2007                                                                   |
| 3                      | Carlos Cruz             | 1970; 1972; 1996                                                                   |
| 3                      | Nicolau Breyner         | 1977; 1990; 1994                                                                   |
| 3                      | Filomena Cautela        | 2017; 2018; 2019 (finale)                                                          |
| 2                      | Ana Paula Reis          | 1988; 1991; 1994                                                                   |
| 2                      | Alice Cruz              | 1972; 1973                                                                         |
| 2                      | Maria Fernanda          | 1968; 1970                                                                         |
| 2                      | Arthur Agostinho        | 1973; 1974                                                                         |
| 2                      | Júlio Isidro            | 1991; 2015                                                                         |
| 2                      | António Sala            | 1993; 1997                                                                         |
| 1                      | Pedro Fernandes         | 2018 (finale)                                                                      |
| 1                      | Vasco Palmeirim         | 2019 (finale)                                                                      |

## Lieux et Dates
| Années | Finale     | Finale                           | Finale               | Demi-finale      | Demi-finale                                  | Demi-finale     | Demi-finale en ligne |
| Années | Dates      | Lieux                            | Ville                | Dates            | Lieux                                        | Ville           | Dates                |
| ------ | ---------- | -------------------------------- | -------------------- | ---------------- | -------------------------------------------- | --------------- | -------------------- |
| 1964   | 2 Février  | Estúdios do Lumiar               | Lisbonne             |                  |                                              |                 |                      |
| 1965   | 6 Février  | Estúdios do Lumiar               | Lisbonne             |                  |                                              |                 |                      |
| 1966   | 15 Janvier | Estúdios do Lumiar               | Lisbonne             |                  |                                              |                 |                      |
| 1967   | 25 Février | Estúdios do Lumiar               | Lisbonne             | 11 Février       | Estúdios do Lumiar                           | Lisbonne        |                      |
| 1967   | 25 Février | Estúdios do Lumiar               | Lisbonne             | 18 Février       | Estúdios do Lumiar                           | Lisbonne        |                      |
| 1968   | 4 Mars     | Estúdios do Lumiar               | Lisbonne             |                  |                                              |                 |                      |
| 1969   | 24 Février | Teatro São Luiz                  | Lisbonne             |                  |                                              |                 |                      |
| 1970   | 22 Mai     | Cinema Monumental                | Lisbonne             |                  |                                              |                 |                      |
| 1971   | 11 Février | Cinema Tivoli                    | Lisbonne             |                  |                                              |                 |                      |
| 1972   | 21 Février | Teatro São Luiz                  | Lisbonne             |                  |                                              |                 |                      |
| 1973   | 26 Février | Teatro Maria Matos               | Lisbonne             |                  |                                              |                 |                      |
| 1974   | 7 Mars     | Teatro Maria Matos               | Lisbonne             |                  |                                              |                 |                      |
| 1975   | 15 Février | Teatro Maria Matos               | Lisbonne             |                  |                                              |                 |                      |
| 1976   | 7 Mars     | Estúdio 1 da RTP                 | Lisbonne             |                  |                                              |                 |                      |
| 1977   | 26 Février | Estúdio 1 da RTP                 | Lisbonne             |                  |                                              |                 |                      |
| 1978   | 18 Février | Teatro Villaret                  | Lisbonne             |                  |                                              |                 |                      |
| 1979   | 23 Février | Cinema Monumental                | Lisbonne             | 1 Février        | Teatro Villaret                              | Lisbonne        |                      |
| 1979   | 23 Février | Cinema Monumental                | Lisbonne             | 8 Février        | Teatro Villaret                              | Lisbonne        |                      |
| 1979   | 23 Février | Cinema Monumental                | Lisbonne             | 15 Février       | Teatro Villaret                              | Lisbonne        |                      |
| 1980   | 7 Mars     | Teatro São Luiz                  | Lisbonne             | 3 Février        | Teatro Villaret                              | Lisbonne        |                      |
| 1980   | 7 Mars     | Teatro São Luiz                  | Lisbonne             | 10 Février       | Teatro Villaret                              | Lisbonne        |                      |
| 1980   | 7 Mars     | Teatro São Luiz                  | Lisbonne             | 17 Février       | Teatro Villaret                              | Lisbonne        |                      |
| 1981   | 7 Mars     | Teatro Maria Matos               | Lisbonne             |                  |                                              |                 |                      |
| 1982   | 6 Mars     | Teatro Maria Matos               | Lisbonne             |                  |                                              |                 |                      |
| 1983   | 5 Mars     | Coliseu do Porto                 | Porto                |                  |                                              |                 |                      |
| 1984   | 7 Mars     | Auditório Europa                 | Lisbonne             | 7 Mars           | Auditório Europa                             | Lisbonne        |                      |
| 1985   | 7 Mars     | Coliseu dos Recreios             | Lisbonne             |                  |                                              |                 |                      |
| 1986   | 22 Mars    | Estúdio da RTP                   | Lisbonne             | 22 Mars          | Estúdio 1 da RTP                             | Açores          |                      |
| 1986   | 22 Mars    | Estúdio da RTP                   | Lisbonne             | 22 Mars          | Estúdio 1 da RTP                             | Madère          |                      |
| 1986   | 22 Mars    | Estúdio da RTP                   | Lisbonne             | 22 Mars          | Estúdio 1 da RTP                             | Porto           |                      |
| 1986   | 22 Mars    | Estúdio da RTP                   | Lisbonne             | 22 Mars          | Estúdio 1 da RTP                             | Lisbonne        |                      |
| 1987   | 7 Mars     | Casino Park Funchal              | Funchal              |                  |                                              |                 |                      |
| 1988   | 7 Mars     | Estúdio da RTP                   | Lisbonne             | 5 Mars           | Casino da Figueira da Foz                    | Figueira da Foz |                      |
| 1989   | 7 Mars     | Teatro Gracia de Resende         | Évora                |                  |                                              |                 |                      |
| 1990   | 10 Mars    | Casino Estoril                   | Estoril              |                  |                                              |                 |                      |
| 1991   | 7 Mars     | Feira Internacional de Lisboa    | Lisbonne             |                  |                                              |                 |                      |
| 1992   | 7 Mars     | Teatro São Luiz                  | Lisbonne             | 12 Janvier       | Estúdios da Telecine                         | Algès           |                      |
| 1992   | 7 Mars     | Teatro São Luiz                  | Lisbonne             | 19 Janvier       | Estúdios da Telecine                         | Algès           |                      |
| 1992   | 7 Mars     | Teatro São Luiz                  | Lisbonne             | 26 Janvier       | Estúdios da Telecine                         | Algès           |                      |
| 1992   | 7 Mars     | Teatro São Luiz                  | Lisbonne             | 2 Février        | Estúdios da Telecine                         | Algès           |                      |
| 1992   | 7 Mars     | Teatro São Luiz                  | Lisbonne             | 9 Février        | Estúdios da Telecine                         | Algès           |                      |
| 1993   | 11 Mars    | Teatro São Luiz                  | Lisbonne             | 3 Janvier        | Estúdios do Luminar                          | Lisbonne        |                      |
| 1993   | 11 Mars    | Teatro São Luiz                  | Lisbonne             | 10 Janvier       | Estúdios do Luminar                          | Lisbonne        |                      |
| 1993   | 11 Mars    | Teatro São Luiz                  | Lisbonne             | 17 Janvier       | Estúdios do Luminar                          | Lisbonne        |                      |
| 1993   | 11 Mars    | Teatro São Luiz                  | Lisbonne             | 24 Janvier       | Estúdios do Luminar                          | Lisbonne        |                      |
| 1993   | 11 Mars    | Teatro São Luiz                  | Lisbonne             | 31 Janvier       | Estúdios do Luminar                          | Lisbonne        |                      |
| 1994   | 7 Mars     | Teatro São Luiz                  | Lisbonne             | 10 Janvier       | Teatro S.João                                | Porto           |                      |
| 1994   | 7 Mars     | Teatro São Luiz                  | Lisbonne             | 17 Janvier       | Teatro São Luiz                              | Lisbonne        |                      |
| 1995   | 7 Mars     | Cinema Tivoli                    | Lisbonne             |                  |                                              |                 |                      |
| 1996   | 7 Mars     | Teatro Politeama                 | Lisbonne             |                  |                                              |                 |                      |
| 1997   | 7 Mars     | Coliseu dos Recreios             | Lisbonne             | 25 Janvier       | Estúdios do Luminar                          | Lisbonne        |                      |
| 1997   | 7 Mars     | Coliseu dos Recreios             | Lisbonne             | 1 Février        | Estúdios do Luminar                          | Lisbonne        |                      |
| 1997   | 7 Mars     | Coliseu dos Recreios             | Lisbonne             | 8 Février        | Estúdios do Luminar                          | Lisbonne        |                      |
| 1997   | 7 Mars     | Coliseu dos Recreios             | Lisbonne             | 15 Février       | Estúdios do Luminar                          | Lisbonne        |                      |
| 1997   | 7 Mars     | Coliseu dos Recreios             | Lisbonne             | 22 Février       | Estúdios do Luminar                          | Lisbonne        |                      |
| 1998   | 7 Mars     | Teatro São Luiz                  | Lisbonne             |                  |                                              |                 |                      |
| 1999   | 8 Mars     | Sala Tejo do Pavilhão Atlântico  | Lisbonne             |                  |                                              |                 |                      |
| 2000   | 26 Mars    | Sala Tejo do Pavilhão Atlântico  | Lisbonne             |                  |                                              |                 |                      |
| 2001   | 7 Mars     | Europarque                       | Santa Maria da Feira | 20 Octobre 2000  | Fórum Municipal Luísa Todi                   | Setúbal         |                      |
| 2001   | 7 Mars     | Europarque                       | Santa Maria da Feira | 17 Novembre 2000 | Teatro José Lúcio da Silva                   | Leiria          |                      |
| 2001   | 7 Mars     | Europarque                       | Santa Maria da Feira | 15 Décembre 2000 | Conservatório Regional do Algarve            | Faro            |                      |
| 2001   | 7 Mars     | Europarque                       | Santa Maria da Feira | 19 Janvier 2001  | Auditório do Centro de Congressos da Madeira | Funchal         |                      |
| 2001   | 7 Mars     | Europarque                       | Santa Maria da Feira | 16 Février 2001  | Teatro Micaelense                            | Ponta Delgada   |                      |
| 2003   | 2 Mars     | Estúdios da Endemol              | Venda do Pinheiro    |                  |                                              |                 |                      |
| 2004   | 25 Janvier | Estúdios da Endemol              | Mem Martins          |                  |                                              |                 |                      |
| 2005   | Avril      | Estúdios da RTP                  | Lisbonne             |                  |                                              |                 |                      |
| 2006   | 10 Mars    | Centro de Congressos de Lisboa   | Lisbonne             |                  |                                              |                 |                      |
| 2007   | 10 Mars    | Sala Tejo do Pavilhão Atlântico  | Lisbonne             |                  |                                              |                 |                      |
| 2008   | 9 Mars     | Teatro Camões                    | Lisbonne             |                  |                                              |                 |                      |
| 2009   | 28 Février | Teatro Camões                    | Lisbonne             | 19 Janvier       |                                              |                 |                      |
| 2009   | 28 Février | Teatro Camões                    | Lisbonne             | 30 Janvier       |                                              |                 |                      |
| 2010   | 6 Mars     | Praça de Touros do Campo Pequeno | Lisbonne             | 2 Mars           | Praça de Touros do Campo Pequeno             | Lisbonne        | 21 Janvier           |
| 2010   | 6 Mars     | Praça de Touros do Campo Pequeno | Lisbonne             | 4 Mars           | Praça de Touros do Campo Pequeno             | Lisbonne        | 27 Janvier           |
| 2011   | 5 Mars     | Teatro Camões                    | Lisbonne             |                  |                                              |                 | 20 Janvier           |
| 2011   | 5 Mars     | Teatro Camões                    | Lisbonne             | 27 Janvier       |                                              |                 |                      |
| 2012   | 10 Mars    | Estúdios 1 da RTP                | Lisbonne             |                  |                                              |                 |                      |
| 2014   | 15 Mars    | Convento do Beato                | Lisbonne             | 8 Mars           | Convento do Beato                            | Lisbonne        |                      |
| 2015   | 7 Mars     | Estúdios 2 da RTP                | Lisbonne             | 3 Mars           | Estúdios 2 da RTP                            | Lisbonne        |                      |
| 2015   | 7 Mars     | Estúdios 2 da RTP                | Lisbonne             | 5 Mars           | Estúdios 2 da RTP                            | Lisbonne        |                      |
| 2017   | 5 Mars     | Coliseu dos Recreios             | Lisbonne             | 19 Février       | Estúdios da RTP                              | Lisbonne        |                      |
| 2017   | 5 Mars     | Coliseu dos Recreios             | Lisbonne             | 26 Février       | Estúdios da RTP                              | Lisbonne        |                      |
| 2018   | 4 Mars     | Pavilhão Multiusos de Guimarães  | Guimarães            | 18 Février       | Estúdios da RTP                              | Lisbonne        |                      |
| 2018   | 4 Mars     | Pavilhão Multiusos de Guimarães  | Guimarães            | 25 Février       | Estúdios da RTP                              | Lisbonne        |                      |
| 2019   | 2 Mars     | Portimão Arena                   | Portimão             | 16 Février       | Estúdios da RTP                              | Lisbonne        |                      |
| 2019   | 2 Mars     | Portimão Arena                   | Portimão             | 23 Février       | Estúdios da RTP                              | Lisbonne        |                      |

Les noms des différents lieux de la compétition sont marqués en portugais

## Système de vote
Depuis l'édition 2017, le système de vote est divisé en deux :
- Le jury régional, chaque région du Portugal (Région Nord ; Région Centre ; Lisbonne-et-Val-de-Tage ; Alentejo ; Algarve ; Açores ; Madère) a un jury. Ils attribuent chacun des points qui vont de 1 point (pour la chanson la moins aimée par le jury) ; 2 points ; 3 points ; 4 points ; 5 points ; 6 points ; 7 points ; 8 points ; 10 points et 12 points (pour la meilleure chanson)[1]. Comme à l'Eurovision, ils annoncent leurs points chacun leur tour. Cela représente 50 % du vote final.
- Le télévote, représente 50 % du vote final.

Le gagnant est celui qui a reçu le plus de points.
Ce système est identique à celui de l'Eurovision qui est appliqué depuis 2016.

## Gagnants
| Année | Chanson                           | Artiste                          | Auteur/Compositeur                                                   | Résultat à l'Eurovision               | Résultat à l'Eurovision               | Résultat à l'Eurovision               | Résultat à l'Eurovision               |
| Année | Chanson                           | Artiste                          | Auteur/Compositeur                                                   | Finale                                | Finale                                | Demi-finale                           | Demi-finale                           |
| Année | Chanson                           | Artiste                          | Auteur/Compositeur                                                   | Place                                 | Points                                | Place                                 | Points                                |
| ----- | --------------------------------- | -------------------------------- | -------------------------------------------------------------------- | ------------------------------------- | ------------------------------------- | ------------------------------------- | ------------------------------------- |
| 1964  | Oração                            | António Calvário                 | João Nobre, Francisco Nicholson, Rogério Bracinha                    | 13                                    | 0                                     |                                       |                                       |
| 1965  | Sol de inverno                    | Simone de Oliveira               | Carlos Nóbrega e Sousa, Jerónimo Bragança                            | 13                                    | 1                                     |                                       |                                       |
| 1966  | Ele e ela                         | Madalena Iglésias                | Carlos Canelhas                                                      | 13                                    | 6                                     |                                       |                                       |
| 1967  | O vento mudou                     | Eduardo Nascimento               | Nuno Nazareth Fernandes, João Magalhães Pereira                      | 12                                    | 3                                     |                                       |                                       |
| 1968  | Verão                             | Carlos Mendes                    | Pedro Vaz Osório, José Alberto Diogo                                 | 11                                    | 5                                     |                                       |                                       |
| 1969  | Desfolhada portuguesa             | Simone de Oliveira               | Nuno Nazareth Fernandes, José Carlos Ary dos Santos                  | 15                                    | 4                                     |                                       |                                       |
| 1970  | Onde vais rio que eu canto        | Sérgio Borges                    |                                                                      | Ne participe pas à cette édition      | Ne participe pas à cette édition      | Ne participe pas à cette édition      | Ne participe pas à cette édition      |
| 1971  | Menina do alto da serra           | Tonicha                          | Nuno Nazareth Fernandes, José Carlos Ary dos Santos                  | 9                                     | 83                                    |                                       |                                       |
| 1972  | A festa da vida                   | Carlos Mendes                    | José Calvário, José Niza                                             | 7                                     | 90                                    |                                       |                                       |
| 1973  | Tourada                           | Fernando Tordo                   | Fernando Tordo, José Carlos Ary dos Santos                           | 10                                    | 80                                    |                                       |                                       |
| 1974  | E depois do adeus                 | Paulo de Carvalho                | José Calvário, José Niza                                             | 14                                    | 3                                     |                                       |                                       |
| 1975  | Madrugada                         | Duarte Mendes                    | José Luís Tinoco                                                     | 16                                    | 16                                    |                                       |                                       |
| 1976  | Uma flor de verde pinho           | Carlos do Carmo                  | José Niza, Manuel Alegre                                             | 12                                    | 24                                    |                                       |                                       |
| 1977  | Portugal no coração               | Os Amigos                        | Fernando Tordo, José Carlos Ary dos Santos                           | 14                                    | 18                                    |                                       |                                       |
| 1978  | Dai li dou'                       | Gemini                           | Vítor Mamede, Carlos Quintas                                         | 17                                    | 5                                     |                                       |                                       |
| 1979  | Sobe, sobe, balão sobe            | Manuela Bravo                    | Carlos Nóbrega e Sousa                                               | 9                                     | 64                                    |                                       |                                       |
| 1980  | Um grande, grande amor            | José Cid                         | José Cid                                                             | 7                                     | 71                                    |                                       |                                       |
| 1981  | Playback                          | Carlos Paião                     | Carlos Paião                                                         | 18                                    | 9                                     |                                       |                                       |
| 1982  | Bem bom                           | Doce                             | Pedro Brito, Tozé Brito, António Pinho                               | 13                                    | 32                                    |                                       |                                       |
| 1983  | Esta balada que te dou            | Armando Gama                     | Armando Gama                                                         | 13                                    | 33                                    |                                       |                                       |
| 1984  | Silêncio e tanta gente            | Maria Guinot                     | Maria Guinot                                                         | 11                                    | 38                                    |                                       |                                       |
| 1985  | Penso em ti, eu sei               | Adelaide                         | Tozé Brito, Adelaide, Luís Fernando                                  | 18                                    | 9                                     |                                       |                                       |
| 1986  | Não sejas mau para mim            | Dora                             | Guilherme Inês, Zé Da Ponte, Luís Manuel de Oliveira Fernandes       | 14                                    | 28                                    |                                       |                                       |
| 1987  | Neste barco à vela                | Nevada                           | Alfredo Azinheira, Jorge Mendes                                      | 18                                    | 15                                    |                                       |                                       |
| 1988  | Voltarei                          | Dora                             | José Niza, José Calvário                                             | 18                                    | 5                                     |                                       |                                       |
| 1989  | Conquistador                      | Da Vinci                         | Ricardo Landum, Pedro Luís                                           | 16                                    | 39                                    |                                       |                                       |
| 1990  | Há sempre alguém                  | Nucha                            | Luís Filipe, Ian van Dijck, Frederico Pereira, Francisco Pereira     | 20                                    | 9                                     |                                       |                                       |
| 1991  | Lusitana paixão                   | Dulce Pontes                     | Jorge Quintela, José Da Ponte, Fred Micaelo                          | 8                                     | 62                                    |                                       |                                       |
| 1992  | Amor d'água fresca                | Dina                             | Ondina Veloso, Rosa Lobato de Faria                                  | 17                                    | 26                                    |                                       |                                       |
| 1993  | A cidade (até ser dia)            | Anabela                          | Paulo de Carvalho, Marco Quelhas, Pedro Abrantes                     | 10                                    | 60                                    |                                       |                                       |
| 1994  | Chamar a música                   | Sara Tavares                     | João Carlos Campos de Sousa Mota Oliveira, Rosa Lobato de Faria      | 8                                     | 73                                    |                                       |                                       |
| 1995  | Baunilha e chocolate              | Tó Cruz                          | António Vitorino d'Almeida, Rosa Lobato de Faria                     | 21                                    | 5                                     |                                       |                                       |
| 1996  | O meu coração não tem cor         | Lúcia Moniz                      | Pedro Osório, José Fanha                                             | 6                                     | 92                                    | 18                                    | 32                                    |
| 1997  | Antes do adeus                    | Célia Lawson                     | Rodrigues Lobato de Faria, Thilo Krassman, Rosa Maria de Bettencourt | 24                                    | 0                                     |                                       |                                       |
| 1998  | Se eu te pudesse abraçar          | Alma Lusa                        | José Cid                                                             | 12                                    | 36                                    |                                       |                                       |
| 1999  | Como tudo começou                 | Rui Bandeira                     | Jorge do Carmo, Tó Andrade                                           | 21                                    | 12                                    |                                       |                                       |
| 2000  | Sonhos mágicos                    | Liana                            | Gerardo Rodrigues, MC Norte                                          | Ne participe pas à cette édition      | Ne participe pas à cette édition      | Ne participe pas à cette édition      | Ne participe pas à cette édition      |
| 2001  | Só sei ser feliz assim            | MTM                              | Marco Quelhas                                                        | 17                                    | 18                                    |                                       |                                       |
| 2002  | Ne participe pas à cette édition  | Ne participe pas à cette édition | Ne participe pas à cette édition                                     | Ne participe pas à cette édition      | Ne participe pas à cette édition      | Ne participe pas à cette édition      | Ne participe pas à cette édition      |
| 2003  | Deixa-me sonhar (só mais uma vez) | Rita Guerra                      | Paulo Martins                                                        | 22                                    | 13                                    |                                       |                                       |
| 2004  | Foi magia                         | Sofia Vitória                    | Paulo Neves                                                          | X                                     | X                                     | 15                                    | 38                                    |
| 2006  | Coisas de nada                    | Nonstop                          | José Manuel Afonso, Elvis Veiguinha                                  | X                                     | X                                     | 19                                    | 51                                    |
| 2007  | Dança comigo (Vem ser feliz)      | Sabrina                          | Emanuel, Tó Maria Vinhas                                             | X                                     | X                                     | 11                                    | 88                                    |
| 2008  | Senhora do mar (Negras águas)     | Vânia Fernandes                  | Andrej Babić, Carlos Coelho                                          | 13                                    | 69                                    | 2                                     | 120                                   |
| 2009  | Todas as ruas do amor             | Flor-de-Lis                      | Paulo Pereira, Pedro Marques                                         | 15                                    | 57                                    | 8                                     | 70                                    |
| 2010  | Há Dias Assim                     | Filipa Azevedo                   | Filipa Azevedo (Há Dias Assim)                                       | 18                                    | 43                                    | 4                                     | 89                                    |
| 2011  | A Luta é Alegria                  | Homens da Luta                   | Homens da Luta (A Luta é Alegria)                                    | X                                     | X                                     | 18                                    | 22                                    |
| 2012  | Vida minha                        | Filipa Sousa                     | Andrej Babić, Carlos Coelho                                          | X                                     | X                                     | 13                                    | 39                                    |
| 2013  | Ne participe pas à cette édition  | Ne participe pas à cette édition | Ne participe pas à cette édition                                     | Ne participe pas à cette édition      | Ne participe pas à cette édition      | Ne participe pas à cette édition      | Ne participe pas à cette édition      |
| 2014  | Quero ser tua                     | Suzy                             | Emanuel, -                                                           | X                                     | X                                     | 11                                    | 39                                    |
| 2015  | Hà um mar que nos separa          | Leonor Andrade                   | Miguel Gameiro                                                       | X                                     | X                                     | 14                                    | 19                                    |
| 2016  | Ne participe pas à cette édition  | Ne participe pas à cette édition | Ne participe pas à cette édition                                     | Ne participe pas à cette édition      | Ne participe pas à cette édition      | Ne participe pas à cette édition      | Ne participe pas à cette édition      |
| 2017  | Amar pelos dois                   | Salvador Sobral                  | Luisa Sobral                                                         | 1                                     | 758                                   | 1                                     | 370                                   |
| 2018  | O Jardim                          | Claudia Pascoal                  | Isaura                                                               | 26                                    | 39                                    | Qualifié d'office                     | Qualifié d'office                     |
| 2019  | Telemóveis                        | Conan Osíris                     | Conan Osíris                                                         | X                                     | X                                     | 15                                    | 51                                    |
| 2020  | Medo de sentir                    | Elisa Silva                      | Marta Carvalho                                                       | Concours annulé en raison du Covid-19 | Concours annulé en raison du Covid-19 | Concours annulé en raison du Covid-19 | Concours annulé en raison du Covid-19 |
| 2021  | Love Is on My Side                | The Black Mamba                  | Pedro Tatanka Caldeira                                               | 12                                    | 153                                   | 4                                     | 239                                   |
| 2022  | Saudade, saudade                  | Maro                             | Mariana Secca, John Blanda                                           | 9                                     | 207                                   | 4                                     | 208                                   |
| 2023  | Ai Coração                        | Mimicat                          | Marisa Mena, Luís Pereira                                            | 23                                    | 59                                    | 9                                     | 74                                    |
| 2024  | Grito                             | Iolanda                          | Iolanda, Luar                                                        |                                       |                                       |                                       |                                       |